# صامويل كابلان
صامويل لويس كابلان (بالإنجليزية: Samuel Louis Kaplan)‏ (مواليد 1936م) محامي ومفاوض أعمال أمريكي، وسفير الولايات المتحدة الأمريكية الثالث والثلاثين بالمملكة المغربية، عينه الرئيس الأمريكي باراك أوباما خلفا للسفير توماس رايلي. أدى اليمين الدستورية في يوم 18 سبتمبر 2009م، وهو من اليهود الأمريكيين القليلين الذين مثلوا الولايات المتحدة كسفراء في بلد مسلم، حيث يعتبر ثاني يهودي في تاريخ العلاقات المغربية الأمريكية يتولى هذا المنصب بعد مواطنه «مارك غينسبورغ»، الذي مثل بلده لدى الرباط في الفترة الممتدة من 1994 إلى 1998م.

## مسيرته
حصل كابلان على شهادة الإجازة في التسيير الإداري في تخصص المحاسبة سنة 1957 بدرجة الامتياز وعلى دكتوراه في القانون من جامعة مينيسوتا بعد ثلاث سنوات. أشرف على إصدار المجلة القانونية ووشح بلقب شرفي في مينيسوتا. ومارس كابلان التدريس في الجامعة، حيث كان أستاذا مساعدا للقانون خلال السنوات الأولى على نيله شهادته العليا.
أسس كابلان مع شريكه سترانجيس شركة «وندسور بانك شييز» التي تمتلك مصرف «وندسور» والذي يعمل في عدة مناطق بولاية مينيسوتا، قبل أن تتحول ملكية هذه المجموعة في ما بعد إلى شركة «أسوشيتد بانك». وعمل كابلان رئيسا مديرا عاما لشركة مصرفية «بانكينغ كوربوريشين» في فلوريدا التي تمتلك «فورس فلوريدا بانك» في نابولي في ولاية فلوريدا. وتم اقتناء هذه الشركة في ما بعد من طرف الشركة المالية سينوفوس.
وينشط كابلان في عدة جمعيات خيرية وثقافية، حيث كان عضوا في مجلس المؤسسة الخيرية «هاري كاي»، كما كان رئيسا للمؤسسة اليهودية لمينيابوليس. ارتبط بالحزب الديمقراطي في أوائل تسعينيات القرن العشرين، وترأس حملات السيناتور بول ويلستون، وخاصة حملته في سنة 1990م التي توجت بانتخابه وأخرى سنة 1996م التي أعادت انتخابه. واليوم يعمل كابلان عضوا بمجلس إدارة «ويلستون أكشن». كما ارتبط أيضا بالحملات الرئاسية لطوم هاركين سنة 1992م وبيل برادلي أربع سنوات بعد ذلك في مينيسوتا، وكذا حملات أخرى لريباك لنيل منصب عمدة مينيابوليس وللعديد من المرشحين لعضوية الكونغرس الأمريكي. كابلان كان أيضا أحد زعماء حملة الانتخابات الرئاسية الأمريكية لجون كيري سنة 2004م في مينيسوتا وعضو اللجنة الوطنية للدعم المالي للحملة الرئاسية لباراك أوباما، إذ نجح رفقة زوجته سيلفيا في جمع تبرعات ناهزت 200 ألف دولار لفائدته. وبعد فوز أوباما كان من بين الأسماء الأكثر تداولا لشغل منصب سفير أمريكا في المغرب.

### سفير بالمغرب
كان الزوجين صامويل وسيلفيا كابلان ضمن فريق الدعم المالي لمساندي الحملة الانتخابية للرئيس الأمريكي باراك أوباما، وكان مكافئة الرئيس منحهما سفارة أمريكية، رغم أنهما لم يكونا ديبلوماسيين من قبل، حيث تشغل زوجته صحافية وزوجها محامي ومفاوض أعمال. دامت فترة سفارة كابلان مدة ثلاثة سنوات ونصف وهو على رأس سفارة الولايات المتحدة الأمريكية بالرباط. وقالت سيلفيا كابلان حرم السفير الأمريكي بأنها هي وزوجها هما اللذان قاما باختيار المغرب كتعيين سياسي وليس إداري، وأن المغرب بالنسبة لهما بمثابة مركز العالم من حيث قربه من أوروبا والمنطقة الأفريقية والعربية والشرق الأوسط وانفتاحه الثقافي، وأنها هي وزوجها بعتبارهما من أصل يهودي، شأنهما كشأن باقي اليهود المغاربة به حرية دينية، ولم يشعرا بأي تمييز بل بحياة رائعة كسائر الباقي.

## وصلات خارجية
- لقاء صامويل كابلان مع جريدة «هسبريس» الإلكترونية.